# بریتا اونسلبر
بریتا اونسلبر (انگلیسی: Britta Unsleber؛ زادهٔ ۲۵ دسامبر ۱۹۶۶) بازیکن فوتبال اهل آلمان است.
از باشگاه‌هایی که در آن بازی کرده‌است می‌توان به باشگاه فوتبال اف‌اس‌وی فرانکفورت اشاره کرد.
وی همچنین در تیم ملی فوتبال زنان آلمان بازی کرده‌است.